# Treno diretto
Treno diretto (individuato dalla sigla D o DIR sull'orario ferroviario) è una categoria di servizio dei treni italiani.
I treni diretti effettuano servizio all'interno di una o più regioni contigue.

## Caratteristiche
La definizione di treno diretto risale agli albori dell'istituzione del servizio ferroviario.
I treni locali effettuavano generalmente tutte (o quasi) le fermate della linea percorsa, includendo quindi quelle poco importanti. La categoria diretto intendeva, invece, un treno anche a lungo percorso che effettuava servizio per viaggiatori diretti verso determinate ed importanti destinazioni, fermando solo nelle città-capoluogo che si trovavano lungo il percorso. Nelle linee a traffico più intenso erano costituiti da convogli composti da numerose carrozze di 1ª, 2ª e talvolta anche di 3ª classe (fino al 1956), e solitamente anche uno o più bagagliai e/o vagoni postali. Sulle linee ferroviarie meno trafficate sono stati spesso realizzati con automotrici (leggere o pesanti) singole o a comando multiplo.
Con il cambio d'orario del 23 maggio 1993, molti treni diretti vennero riclassificati nella nuova categoria interregionale; mantennero la classificazione precedente i treni diretti a breve raggio, da allora espletati dalle divisioni regionali.
Nel 2004 si decise di abbandonare la denominazione di "diretto", adottando in sua vece la nuova denominazione di RegioExpress (RExp), ma tale decisione rimase tuttavia inapplicata.
Dal 2006 la categoria non è più utilizzata, e tutti i treni sono stati riclassificati regionali; dal 2010 è stata introdotta la categoria di regionale veloce (RV), che viene solitamente assegnata a quelli che erano i treni interregionali e diretti.

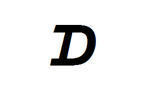
Simbolo utilizzato per indicare i treni diretti sui quadri orario italiani

Per quanto riguarda le società private in concessione, tale categoria è ancora in uso presso alcune di esse, come nel caso della società campana Circumvesuviana e la società italo-svizzera SSIF; le società SAD e Trenord invece ne hanno mutato il nome in RegioExpress, indicato negli orari come RE. Il nome è stato ripreso da quello in uso nelle Ferrovie Federali Svizzere che indica i treni che svolgono un servizio veloce di collegamento all'interno dei vari cantoni svizzeri.

## Materiale rotabile
Questo tipo di treni, nel tempo, è stato composto con il materiale più disparato e vario: oltre ai vari tipi di carrozze ordinarie del passato e di automotrici, in tempi recenti sono state usate MDVC e MDVE, UIC-X riqualificate, elettromotrici e Minuetto. I mezzi di trazione usato per questo tipo di servizi sono stati dei più vari con le locomotive E.424, E.632 o E 633 o E.646 e in seguito sempre più le locomotive monocabina E.464 nonché le onnipresenti automotrici del gruppo ALn 668.